# HDC자산운용
HDC자산운용은 HDC그룹 계열의 자산운용사로, 대표이사는 김대철 사장이다.
2012년 1월 2일 HDC자산운용으로 사명이 변경됐다.

## 같이 보기
- 아이파크
- HDC그룹